# Aşağıkese (Kızılcahamam)
Aşağıkese è un villaggio nel distretto di Kızılcahamam, provincia di Ankara, Turchia.